# Batalla del cabo de Palos (1938)
La batalla del cabo de Palos fue la mayor batalla naval de la guerra civil española y también constituyó la que enfrentó al mayor número de barcos de toda la contienda. Tuvo lugar en la noche del 5 al 6 de marzo de 1938, a unas 70 millas (112 km) al este del cabo de Palos, en la costa de la Región de Murcia. En este enfrentamiento resultó hundido el crucero pesado Baleares, uno de los buques más importantes de la flota franquista, y con él la muerte del contraalmirante Manuel Vierna Belando y buena parte de la tripulación del buque.

## Antecedentes
Al inicio de la Guerra Civil, la flota de superficie de la Marina de Guerra de la República Española quedó dividida entre los dos bandos. La República conservó la mayoría de los destructores, cruceros ligeros, y submarinos, además del acorazado Jaime I, pero las fuerzas sublevadas consiguieron disponer de los dos únicos cruceros pesados que se encontraban en su fase final de construcción en Ferrol (La Coruña): el Canarias y el Baleares, armados con ocho cañones de 203 mm (8 pulgadas) cada uno. Las dos armadas mantuvieron algunas escaramuzas durante la guerra sin que afectaran al curso de la guerra.

## La batalla

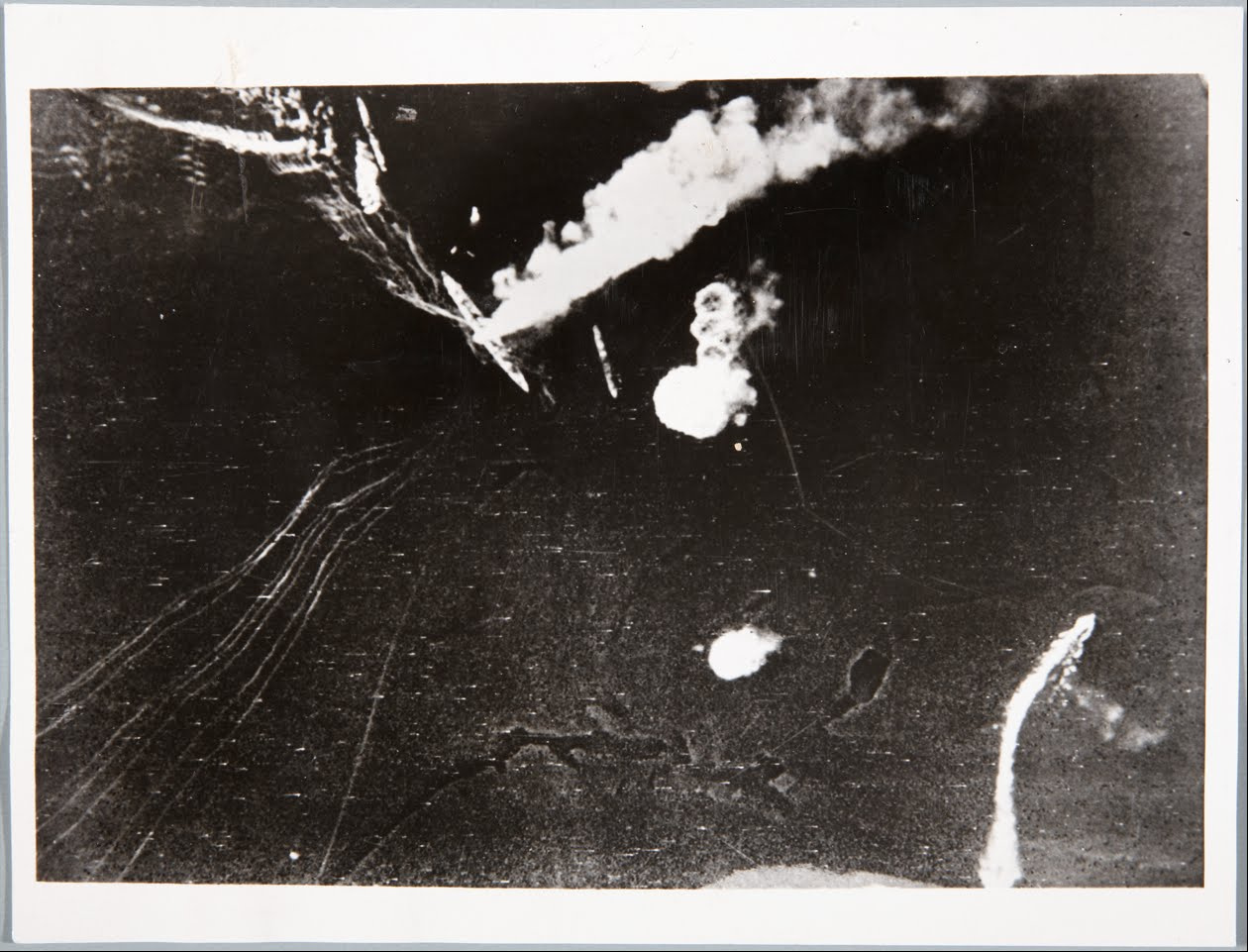
Fotografía aérea del Baleares tomada el 6 de marzo de 1938.

A principios de marzo de 1938 la flota republicana recibe la información de que el grueso de la escuadra sublevada se encuentra en la base de Palma de Mallorca (Baleares), por lo que el mando decide atacar. El plan original era que en la noche del 5 al 6 de marzo las tres lanchas torpederas de fabricación soviética de la Armada republicana, escoltadas por una flotilla de destructores hasta la isla de Formentera (Baleares), hicieran una incursión relámpago en la bahía de Palma, lanzaran sus torpedos y escaparan. Mientras tanto el grueso de la flota republicana —formada por dos cruceros ligeros, el moderno Libertad y el antiguo Méndez Núñez y cinco destructores— navegaría en apoyo al nordeste del cabo de Palos (Murcia). Pero cuando el plan de operaciones ya estaba en marcha las lanchas no zarparon desde su base de Portmán (Murcia) cerca de Cartagena (Murcia) a causa del mal tiempo por lo que la flotilla de destructores que debía escoltarlas recibió la orden de unirse al resto de la flota.
Pocas horas antes, en la tarde del 5 de marzo de 1938 habían zarpado de Palma de Mallorca los tres cruceros sublevados, los dos cruceros pesados Canarias y Baleares (a bordo del cual iba el jefe de la expedición, el contraalmirante Manuel Vierna) y el crucero ligero Almirante Cervera, junto con tres destructores, el Velasco y los dos clase Teruel (el Huesca y el Teruel, que habían sido comprados a la Regia Marina y que eran muy viejos por lo que se averiaban con frecuencia) para escoltar un convoy que transportaba material de guerra desde Italia hasta la zona sublevada en el sur de la Península y al que recogieron a la altura de la isla de Formentera. Al llegar la noche los tres destructores volvieron a su base de Palma de Mallorca y los cruceros continuaron.
A las 0:36 horas del 6 de marzo la flota republicana avista inesperadamente a los tres cruceros sublevados a 75 millas náuticas (unos 139 kilómetros) del cabo de Palos. El destructor Sánchez Barcáiztegui lanza dos torpedos pero falla y la flota sublevada se aleja porque el contraalmirante Vierna prefiere retrasar el enfrentamiento hasta el amanecer, para así poder sacar partido de su superior potencia de fuego y no correr el riesgo de ser torpedeado de nuevo durante la noche. Pero los buques de la República no desisten en su empeño de perseguir al enemigo antes de que amanezca. Las dos flotas se vuelven a encontrar alrededor de las 2:15. Los cruceros del bando sublevado abren fuego sobre el Libertad a unos 5000 m, y los cruceros republicanos responden al fuego. Pero la falta de experiencia en combate nocturno de ambas tripulaciones hace que ninguno de los fuegos artilleros sea efectivo. Mientras tanto tres destructores republicanos se aproximan al combate. A unos 3000 m, los destructores Sánchez Barcáiztegui, Lepanto y Almirante Antequera lanzan 12 torpedos.
Aproximadamente a las 2:20, dos de los torpedos, probablemente del  Lepanto, impactan en el crucero pesado Baleares, averiándolo gravemente pues los proyectiles destruyen el depósito de municiones del buque, al impactar entre sus dos torretas, y estalla también la zona central de la cubierta del Baleares, junto con la proa, matando a los tripulantes que allí se encontraban. Los sobrevivientes se concentran en la popa, pues el crucero empieza a hundirse. Mueren todos los jefes y oficiales que se encontraban en el puente de mando, incluido el jefe de la operación, el contraalmirante Manuel Vierna Belando.
Los otros dos cruceros sublevados se alejan para llevar el convoy a aguas francesas de Argelia y volver luego a socorrer al Baleares, pero el jefe de la flota republicana el capitán de corbeta Luis González de Ubieta no sale en su persecución, a pesar de los requerimientos del comisario de la flota Bruno Alonso, y ordena el regreso a la base de Cartagena para evitar tenerse que enfrentar de día con el Canarias, además de que a los destructores ya no les quedaban torpedos.
A las 5:00 horas del 6 de marzo el crucero Baleares se hunde por completo. Media hora antes habían llegado los destructores británicos Boreas y Kempenfelt que intentan retrasar el hundimiento, pero no lo consiguen dedicándose a continuación a recoger a los hombres que nadaban, algunos con graves quemaduras, en un mar de combustible. Rescataron a 469 hombres (aunque otras fuentes dan la cifra de 435), y desaparecen 786 o 788 (de ellos 31 oficiales, incluido el contraalmirante Vierna), trasladando a los supervivientes al Canarias y al Almirante Cervera que retornan al sitio al amanecer. Durante el salvamento, aviones republicanos bombardean a los destructores británicos, causándoles bajas (un muerto y cuatro heridos en el Boreas), aunque al parecer los pilotos republicanos cuando bombardearon creían que el crucero que todavía estaba a flote era el Canarias y no el Baleares.

## Consecuencias
Aunque la batalla del cabo de Palos fue la mayor batalla naval de la guerra civil, con la participación del mayor número de buques y que culminó con el hundimiento de un importante navío de la escuadra sublevada, no tuvo influencia decisiva en el desarrollo de la guerra terrestre ni tampoco afectaría al dominio de los mares por los franquistas. Unos meses después la Armada franquista repuso la pérdida del Baleares con la incorporación del crucero ligero Navarra, que hasta entonces había estado modernizándose. No obstante, sí supuso un importante estímulo moral en la retaguardia republicana, especialmente tras la reciente derrota en Teruel. La alegría no duró mucho, ya que al día siguiente de la batalla en el Frente de Aragón las fuerzas franquistas comenzaban una nueva ofensiva. En premio al servicio prestado, el Gobierno de la República, concedió al capitán de corbeta Luis González de Ubieta, comandante de la escuadra republicana, la Placa Laureada de Madrid.

### Desaparecidos

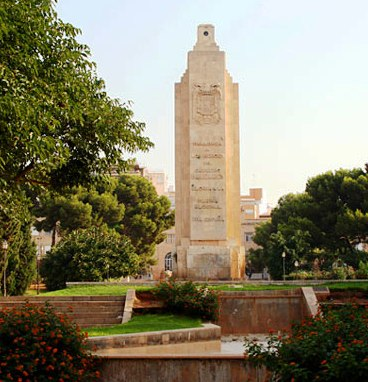
Monumento construido en Palma de Mallorca durante la posguerra por los muertos en el hundimiento del.

Para Juan Cervera Valderrama, almirante del bando sublevado, las víctimas desaparecidas en el hundimiento del Baleares fueron 741:
- 1 almirante (Manuel Vierna Belando),
- 6 jefes,
- 15 capitanes,
- 17 oficiales,
- 10 maquinistas,
- 27 auxiliares,
- 3 maestranzas,
- 4 maestros,
- 2 capataces
- 11 operarios,
- 5 músicos,
- 555 marineros,
- 75 soldados de Infantería de Marina,
- 8 flechas navales,
- 1 capellán
- 1 encargado de prensa.